# Emphase (typographie)
Pour l’article homonyme, voir Emphase (linguistique) pour le procédé linguistique.
 (février 2016).
Si vous disposez d'ouvrages ou d'articles de référence ou si vous connaissez des sites web de qualité traitant du thème abordé ici, merci de compléter l'article en donnant les références utiles à sa vérifiabilité et en les liant à la section « Notes et références ».

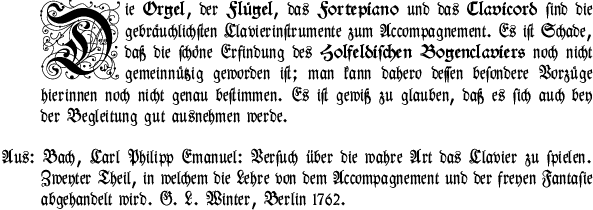
Exemple d'utilisation du changement de fonte en écriture gothique : dans le texte en fraktur, les mots mis en emphase sont composés en schwabacher.

En typographie, l’emphase est l’exagération d’un mot ou d'une phrase en utilisant un style ou une fonte différente de celle du reste du texte — pour mettre l’accent dessus.

## Méthodes et utilisation

Exemple d'emphase sur un texte en romain

La technique la plus usité en typographie occidentale consiste à mettre l’accent à travers le changement de fonte ou sa modification : italique, gras, ou PETITES CAPITALES. D’autres méthodes existent tel que le changement de casse ou d’espacement, la couleur ou d’autre indications graphiques.

### Styles de fontes et variantes
L’œil humain est très sensible aux différences de luminosité dans le corps d’un texte. On peut donc faire la différence entre les types d’emphases suivant que le gris typographique du texte change. Un moyen d’emphase qui à peu d’impact sur le gris typographique est l’utilisation de l’italique ou l’utilisation de l’oblique où le texte est incliné de gauche à droite. Avec chacune de ces techniques (habituellement, une seule est disponible pour chaque police de caractère), les mots sont soulignés sans trop les faire ressortir du reste du texte (emphase discrète). C’est utilisé pour faire ressortir des passages ayant un contexte différent comme les mots en langue étrangère, les titres de livre, etc.
À l’inverse, l’utilisation de caractères gras, qui changent l’épaisseur de la fonte, rend le texte plus sombre. Avec cette technique, le texte mis en emphase ressort fortement du reste  et ne devrait donc être utilisé que pour souligner certain mots clef qui sont très importants par rapport au sujet du texte afin qu’ils soient repérés très facilement lors de la lecture. Par exemple, les dictionnaires papier utilisent souvent le gras pour leurs mots clef, et les entrées sont mises en gras par convention. Si l’éditeur souhaite ne pas utiliser de caractères gras, ou les utilise déjà à d’autres fins, une seconde forme d’emphase consiste à utiliser une version amincie de la fonte du texte principale bien que ce ne soit pas très commun. 
Les petites capitales sont aussi utilisées pour marquer le début d'une section, à la suite d'une lettrine, plus rarement seules. Elles sont utilisées par ailleurs dans des cas précis, pour le nom des personnes comme dans les bibliographies, mais elles ne modifient pas le gris typographique (si ce sont de véritables petites capitales, et non une réduction de corps).   
Si le corps du texte est typographié avec une police à empattements (serif), il est aussi possible de mettre l’accent sur les mots en utilisant une police linéale (sans serif). Cette pratique est souvent considérée comme étant archaïque en écriture romaine, mais certaines polices professionnelles sont conçues pour que les variantes serif et sans serif soient coordonnées. Dans la typographie japonaise, en raison de la visibilité réduite de la police Minchō, cette pratique reste répandue.
En Corée du Nord, les noms des dirigeants Kim Il-sung, Kim Jong-il et Kim Jong-un sont obligatoirement mis en emphase par une taille de texte supérieure.

### Mise en capitale
L’usage des majuscules (lettres initiales) ou capitales (mots entiers) est différemment régi par les codes typographiques en fonction des langues et des pays. Les codes sont des conventions d’usage qui n’ont aucun caractère d’obligation mais sont majoritairement admis par les professionnels.
L’usage typographique aux États-Unis est la mise en majuscules (« the Academic American Encyclopedia ») ou la mise en capitale des mots entiers (capitalisation) afin de souligner : 
- chapitre ou les têtes de section ;
- les gros titres des journaux ;
- les titres des publications ;
- les messages d'alerte ;
- les mots qui ont un sens important.

La capitalisation est maintenant beaucoup moins utilisée par les éditeurs britanniques et la plupart du temps seulement pour les titres des livres. 
En France, l’usage des majuscules est régi par les codes typographiques et reste majoritairement respecté en toutes circonstances.
La mise en capitales des mots entiers est courante sur les supports où l’utilisation des caractères gras n’est pas disponible comme les anciennes machines à écrire, les courriels en texte brut, les SMS ou autre système de messagerie en texte.

### Soulignement
La typographie professionnelle occidentale n’utilise généralement pas de soulignement pour l'emphase dans les textes courants. Il est considéré comme faisant perdre l’attention, mais le soulignement est souvent utilisé lorsque le texte est écrit avec une machine à écrire, lorsqu'il est écrit à la main ou lorsqu'une écriture non alphabétique est utilisée. Il est également utilisé lors de seconde emphase, les notes ajoutées par le lecteur et non celles de l'auteur.

### Signe de ponctuation
En langue chinoise, l’emphase dans le corps d’un texte est censé être indiqué par un point d'emphase (着重號), qui est un point placé en dessous de chaque caractère à accentuer. Cela est toujours enseigné mais en pratique très peu usité, probablement en raison de la difficulté à le réaliser avec la plupart des logiciels informatiques. En conséquence, les techniques utilisées en typographie occidentale sont souvent utilisées à la place même si elles sont considérées comme inappropriées pour le chinois (par exemple, l’utilisation du soulignement ou le passage à la fonte en oblique).
Sur Internet, l’usage venu des États-Unis consiste à utiliser l’astérisque comme signe d’emphase (comme dans « c'était  *vraiment* très mauvais »). Cela est vu la plupart du temps lorsque est utilisé le texte brut sans autre méthode de balisage comme <i> pour l’italique ou <b> pour le caractère gras.

### Couleur
Les mots importants d'un texte peuvent avoir une couleur différente des autres. Par exemple, certains dictionnaires utilisent une autre couleur pour les lemmes, et dans certains textes religieux, le nom des déités peuvent être écrites en rouge. En typographie éthiopienne, le rouge est utilisé de façon analogue à l'italique pour le romain. 
L'emphase faite par le lecteur après impression est souvent réalisée avec un surligneur qui ajoute un fond vif sous un texte en général de couleur noire.

## Conception
Concernant à l'italique et le caractère gras, l'emphase est correctement effectué en remplaçant temporairement la police courante. Les systèmes typographiques professionnels, y compris la plupart des ordinateurs modernes, ne se contentent pas simplement d'incliner les lettres pour l'italique, de les dessiner deux fois ou en plus sombre pour le gras ou de changer l'échelle des majuscules pour les petites capitales mais utilisent des fontes dédiées pour que l'effet soit correct. La lettre « w », par exemple, à un aspect bien différent suivant qu'elle soit en italique ou droite. 
Par conséquent, une même police de caractère se doit de fournir plusieurs fontes. Pour les ordinateurs récents, afin de permettre toutes les combinaisons, le nombre de fontes est généralement de quatre : normal, gras, italique et gras-italique. Les polices professionnelles peuvent offrir davantage de variantes en proposant des gris typographiques plus ou moins profonds. 
Dans le seul cas où ces fontes ne seraient pas disponibles, l'effet d'italique ou gras est imité par un algorithme à partir de la fonte originale.